# 布兰科·茨韦特科维奇
布兰科·茨韦特科维奇（1984年3月5日—），塞尔维亚男子篮球运动员。他曾代表塞尔维亚国家队参加2007年国际篮联欧洲锦标赛，结果队伍止步小组赛阶段。